# Heioord
Heioord is een natuurgebied ten westen van Neeritter.
Het gebied meet 6 ha en is eigendom van de Vereniging Natuurmonumenten.
Oorspronkelijk was dit een heidegebied dat echter werd ontgonnen ten behoeve van de landbouw. Er zijn houtwallen waar de eikvaren te vinden is. Ook stijve zegge komt in het gebied voor. Tot de vogels behoren zwarte mees, kuifmees en nachtegaal.
Er wordt gestreefd naar een toekomstige verbinding met het natuurgebied Uffelse Beek.